# Phalangeriformes
I Falangeriformi (Phalangeriformes Szalay, in Archer (ed.), 1982) sono uno dei due sottordini in cui viene suddiviso l'ordine dei Diprotodonti. Le specie del sottordine sono note anche con il nome comune di opossum australiani o possum (per distinguerli dagli “opossum” delle americhe), o cuschi.  Il sottordine comprende 63 specie di marsupiali nativi di Australia, Nuova Guinea e Sulawesi. Secondo analisi genetiche, la sottofamiglia Petauroidea fa parte del sottordine Macropodiformes.

## Descrizione
Tutti i Falangeriformi sono dotati di lunghe code. Il loro rappresentante più piccolo, l'opossum pigmeo della Tasmania (Cercartetus lepidus), ha una lunghezza testa-corpo di 7 cm e pesa 10 g, ed è la specie più piccola dell'ordine dei Diprotodonti. Quelli più grandi, i cuschi orsini (genere Ailurops), possono superare i 7 kg di peso.

## Biologia
I Falangeriformi hanno generalmente abitudini notturne e almeno in parte arboricole. Tutte le specie vivono in habitat forestali, e alcune di esse si sono stabilite anche in ambienti urbani. Da un punto di vista alimentare, si va da erbivori od onnivori generici (come il tricosuro volpino, Trichosurus vulpecula) a specie specializzate nel nutrirsi di foglie di eucalipto (il petauro gigante, Petauroides volans), insetti (l'opossum pigmeo di montagna, Burramys parvus) e nettare (l'opossum del miele, Tarsipes rostratus).

## Tassonomia
Le 63 specie viventi di Falangeriformi sono suddivise in 6 famiglie e 21 generi:
Superfamiglia Phalangeroidea
- Famiglia Burramyidae
  - Genere Burramys (1 specie)
  - Genere Cercartetus (4 specie)
- Famiglia Phalangeridae
  - Sottofamiglia Ailuropinae
    - Genere Ailurops (2 specie)

  - Sottofamiglia Phalangerinae
    - Tribù Phalangerini
      - Genere Phalanger (13 specie)
      - Genere Spilocuscus (5 specie)

    - Tribù Trichosurini
      - Genere Strigocuscus (2 specie)
      - Genere Trichosurus (3 specie)
      - Genere Wyulda (1 specie)

Superfamiglia Petauroidea
- Famiglia Pseudocheiridae
  - Sottofamiglia Hemibelideinae
    - Genere Hemibelideus (1 specie)
    - Genere Petauroides (1 specie)

  - Sottofamiglia Pseudocheirinae
    - Genere Petropseudes (1 specie)
    - Genere Pseudocheirus (2 specie)
    - Genere Pseudochirulus (8 specie)

  - Sottofamiglia Pseudochiropsinae
    - Genere Pseudochirops (5 specie)
- Famiglia Petauridae
  - Genere Dactylopsila (3 specie)
  - Genere Dactylonax (1 specie)
  - Genere Gymnobelideus (1 specie)
  - Genere Petaurus (6 specie)
- Famiglia Tarsipedidae
  - Genere Tarsipes (1 specie)
- Famiglia Acrobatidae
  - Genere Acrobates (1 specie)
  - Genere Distoechurus (1 specie)